# Мезенівська сільська рада
Мезе́нівська сільська́ ра́да — колишній орган місцевого самоврядування у Краснопільському районі Сумської області. Адміністративний центр — село Мезенівка.

## Загальні відомості
- Населення ради: 1 604 особи (станом на 2001 рік)

## Населені пункти
Сільській раді підпорядковані населені пункти:
- с. Мезенівка
- с-ще Майське
- с. Новоолександрівка

### Колишні населені пункти
- с. Птушка, 1988 р. зняте з обліку
- с. Черемушки, 2007 р. зняте з обліку

## Склад ради
Рада складалася з 17 депутатів та голови.
- Голова ради: Гавенко Микола Васильович
- Секретар ради: Якубовська Ніна Василівна

### Керівний склад попередніх скликань
| Прізвище, ім'я, по батькові | Основні відомості                                                 | Дата обрання | Дата звільнення |
| --------------------------- | ----------------------------------------------------------------- | ------------ | --------------- |
| Гавенко Микола Васильович   | Сільський голова, 1967 року народження, освіта вища, безпартійний | 26.03.2006   | 31.10.2010      |
| Гавенко Микола Васильович   | Сільський голова, 1967 року народження, освіта вища, безпартійний | 31.10.2010   |                 |

Примітка: таблиця складена за даними сайту Верховної Ради України